# Венгерская либеральная партия
Венгерская либеральная партия (венг. Magyar Liberális Párt, MLP, также «Либералы», Liberálisok) — либеральная политическая партия в Венгрии. Основана 27 апреля 2013 года Габором Фодором, бывшим членом «Союза свободных демократов» (SZDSZ) и бывшим министром. Молодёжное крыло — Liberális Fiatalok Társasága (LiFT).
В 2013 году стала членом европейской партии «Альянс либералов и демократов за Европу».
На местных выборах 12 октября 2014 года Венгерская либеральная партия выдвинула Зольтана Боднара кандидатом в мэры Будапешта.
На парламентских выборах 2014 года Габор Фодор избран по списку леволиберального блока Összefogás во главе с Аттилой Мештерхази, председателем Венгерской социалистической партии.
На парламентских выборах 2018 года Анетт Бёс избрана по списку Венгерской социалистической партии. По партийному соглашению Анетт Бёс присоединилась к фракции «Диалог за Венгрию», однако вскоре покинула её.
В 2019 году основатель и председатель партии Габор Фодор объявил об уходе из политики, чтобы продолжить карьеру преподавателя университета. Новым председателем избрана Анетт Бёс. После избрания председателем она присоединилась к парламентской фракции «Демократическая коалиция». На парламентских выборах 2022 года Анетт Бёс баллотировалась от оппозиционной коалиции «Вместе за Венгрию», но не была избрана. Анетт Бёс сменила Эржебет Немет, избранную депутатом Государственного собрания от «Демократической коалиции», на посту заместителя мэра Будапешта. После окончания срока полномочий, в 2024 году Анетт Бёс ушла из политики.
Сайт и социальные сети партии неактивны.